# Bahnstrecke Rapperswil–Ziegelbrücke
| Voralpen-Express bei Bollingen |                      |                                      |                                    |
| Streckennummer (BAV): | 735                  |                                      |                                    |
| Fahrplanfeld: | 735                  |                                      |                                    |
| Streckenlänge: | 25,02 km             |                                      |                                    |
| Spurweite: | 1435 mm (Normalspur) |                                      |                                    |
| Stromsystem: | 15 kV 16,7 Hz ~      |                                      |                                    |
| Maximale Neigung: | 10 ‰                 |                                      |                                    |
| Streckengeschwindigkeit: | 125 km/h             |                                      |                                    |
| Zweigleisigkeit: | Schmerikon–Uznach    |                                      |                                    |
| |                      |                                      |                                    |
| \| \| \| von Pfäffikon SZ \| \| \| \| 59,35 \| Rapperswil SG \| 408,6 m ü. M. \| \| \| \| nach Zürich (Rechtsufrige Seebahn) \| \| \| \| \| nach Wallisellen (Glatthalbahn) \| \| \| \| 57,34 \| Blumenau \| 413,8 m ü. M. \| \| \| 54,42 \| Bollingen (bis 2004 Personenbahnhof) \| 409,5 m ü. M. \| \| \| 49,33 \| Schmerikon \| 408,1 m ü. M. \| \| \| 46,33 \| Uznach 410,3 m ü. M. \| Uznach 410,3 m ü. M. \| \| \| \| nach Wattwil \| \| \| \| 43,39 \| Benken SG \| 415,9 m ü. M. \| \| \| 37,10 \| Schänis \| 420,2 m ü. M. \| \| \| \| von Zürich (Linksufrige Seebahn) \| \| \| \| 34,32 \| Ziegelbrücke \| 425 m ü. M. \| \| \| \| nach Linthal \| \| \| \| \| nach Sargans \| \| |                      |                                      |                                    |
| Strecke |                      | von Pfäffikon SZ                     | von Pfäffikon SZ                   |
| Bahnhof | 59,35                | Rapperswil SG                        | 408,6 m ü. M.                      |
| Abzweig geradeaus und nach links |                      | nach Zürich (Rechtsufrige Seebahn)   | nach Zürich (Rechtsufrige Seebahn) |
| Abzweig geradeaus und nach links |                      | nach Wallisellen (Glatthalbahn)      | nach Wallisellen (Glatthalbahn)    |
| Haltepunkt / Haltestelle | 57,34                | Blumenau                             | 413,8 m ü. M.                      |
| Dienststation / Betriebs- oder Güterbahnhof | 54,42                | Bollingen (bis 2004 Personenbahnhof) | 409,5 m ü. M.                      |
| Bahnhof | 49,33                | Schmerikon                           | 408,1 m ü. M.                      |
| Bahnhof | 46,33                | Uznach 410,3 m ü. M.                 | Uznach 410,3 m ü. M.               |
| Abzweig geradeaus und nach links |                      | nach Wattwil                         | nach Wattwil                       |
| Bahnhof | 43,39                | Benken SG                            | 415,9 m ü. M.                      |
| Bahnhof | 37,10                | Schänis                              | 420,2 m ü. M.                      |
| Abzweig geradeaus und von rechts |                      | von Zürich (Linksufrige Seebahn)     | von Zürich (Linksufrige Seebahn)   |
| Bahnhof | 34,32                | Ziegelbrücke                         | 425 m ü. M.                        |
| Abzweig geradeaus und nach rechts |                      | nach Linthal                         | nach Linthal                       |
| Strecke |                      | nach Sargans                         | nach Sargans                       |

Die Bahnstrecke Rapperswil–Ziegelbrücke ist eine Eisenbahnstrecke im Schweizer Kanton St. Gallen. Sie wurde von den Vereinigten Schweizerbahnen am 15. Februar 1859 als Teil der Verbindung von Rüti nach Glarus eröffnet.

## Geschichte
Die Strecke ist die Fortsetzung der Glatthalbahn, welche die Vereinigten Schweizerbahnen nach der Übernahme schon am 15. August 1858 von Wetzikon nach Rüti verlängern konnten. Die Strecke wurde zeitgleich mit der Strecke Murg–Sargans eröffnet. Das dazwischenliegende Stück zwischen Weesen und Murg konnte erst am 1. Juli 1859 eröffnet werden. Die Strecke verkürzte den Weg von Zürich nach Chur. Ihre Bedeutung als Fernverkehrsstrecke musste sie 1875 an die Linksufrige Zürichseebahn abgeben. Diese wurde von der Schweizerischen Nordostbahn erbaut, am 20. September 1875 eröffnet und führt von Zürich über Pfäffikon und Ziegelbrücke nach Näfels. Zwischen Rapperswil und Uznach erfuhr sie mit der Eröffnung der Rickenlinie am 1. Oktober 1910 eine Aufwertung.

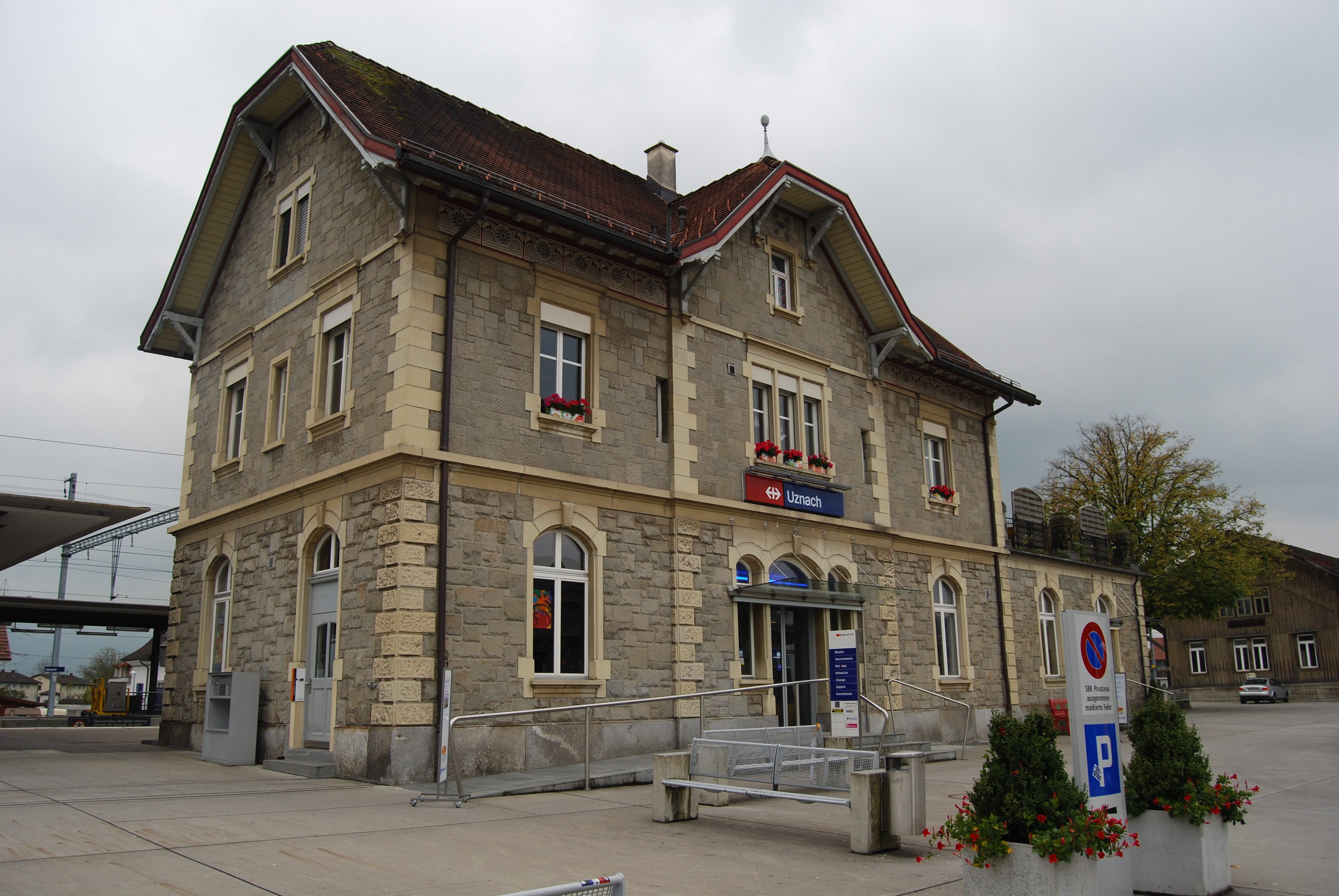
Der Bahnhof Uznach wurde mit der Eröffnung der Rickenbahn zum Trennungsbahnhof.

Die Strecke zwischen Rapperswil und Uznach wurde im Zusammenhang mit dem Eisenbahnunfall im Rickentunnel vom 4. Oktober 1926 elektrifiziert. Der elektrische Betrieb mit 15'000 Volt 16,7 Hz konnte am 7. Mai 1927 aufgenommen werden. Die Strecke zwischen Uznach und Ziegelbrücke (–Linthal) folgte am 15. Mai 1933.
Der bei Staffeln, zwischen dem Kloster Wurmsbach und dem Dorf Bollingen, gelegene Bahnhof Bollingen wurde zugunsten der in den 1980er-Jahren neueingerichteten Haltestelle Blumenau zum Fahrplanwechsel 2004 als kommerzieller Zughalt aufgegeben.
Von 2021 bis Dezember 2023 bauten die Schweizerischen Bundesbahnen die Strecke zwischen Uznach und Schmerikon über 2,8 Kilometer doppelspurig aus. Dabei erneuerten sie die Brücken über den Ernetschwilerbach und den Aabach und drei Bahnübergänge, errichteten in Uznach eine vierte Perronkante und verbesserten die Zugänge zum Bahnhof Uznach. Die Kosten von rund 55 Millionen Franken wurden vom Bund finanziert.

## Streckenbeschreibung
Die Strecke folgt ab Rapperswil dem rechten Ufer des Obersees bis zum oberen Ende des Zürichsees bei Schmerikon. Von dort führt sie in östlicher Richtung nach Uznach, dreht nach dem Bahnhof Uznach nach Südosten Richtung Benken und führt östlich um den Benkner Büchel und danach in südsüdöstlicher Richtung in gerader Linie über die Gastermatt nach Schänis und weiter nach Ziegelbrücke. Die Strecke besitzt keine grösseren Kunstbauten.

## Betrieb

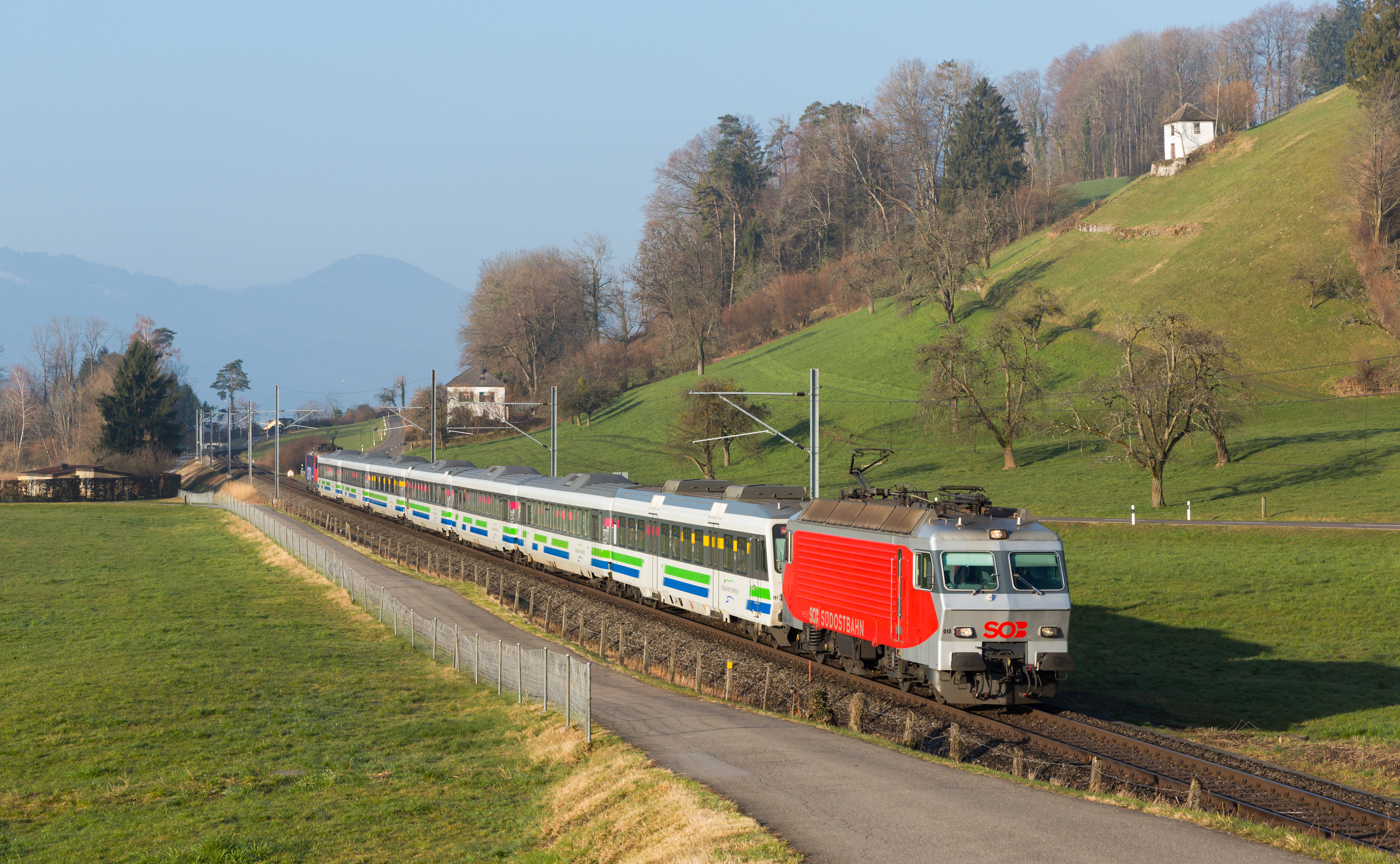
Lokomotivbespannter Voralpen-Express bei Schmerikon im Jahr 2014

Die gesamte Strecke wird stündlich von den Zügen der S6 der S-Bahn St. Gallen Rapperswil–Ziegelbrücke–Schwanden(–Linthal), vor Dezember 2013 immer bis Linthal, befahren. In Uznach besteht ein Anschluss an die S4 der S-Bahn St. Gallen Richtung Wattwil–St.Gallen. Die Züge der S6 wenden in Rapperswil in Richtung Schwanden und kreuzen zur vollen Stunde im Bahnhof Ziegelbrücke.
Es gibt seit 2006 in der Regel keinen Güterverkehr mehr, da Uznach für den Güterverkehr geschlossen wurde. Die Strecke wird allerdings regelmässig für nächtliche Umleitungen bei baubedingter Blockierung der Strecke Pfäffikon SZ–Lachen–Ziegelbrücke benutzt.
Der Abschnitt Uznach–Ziegelbrücke wird seit Dezember 2013 auch von der S4 der S-Bahn St. Gallen mitbenutzt. Diese wird als Ringlinie betrieben. Die Züge wechseln in Uznach ihre Fahrtrichtung, um durch den Rickentunnel nach St. Gallen zu fahren. Die Züge der S4 halten nicht in Benken und fahren von Ziegelbrücke aus weiter nach Sargans.
Der Abschnitt Rapperswil–Uznach wird vom stündlich verkehrenden Voralpen-Express benutzt. Dieser hielt in Rapperswil, Schmerikon und Uznach. In Uznach fand die Kreuzung mit dem Regionalzug von und nach Ziegelbrücke statt.
Nach dem Doppelspurausbau Uznach–Schmerikon wurde mit dem Fahrplanjahr 2024 die Anzahl an Fahrten pro Stunde und Richtung von zwei auf vier erhöht. Der Halt des Voralpen-Express in Schmerikon entfiel und dieser wurde um vier Minuten beschleunigt.

## Rollmaterial
Der Regionalverkehr zwischen Rapperswil und Linthal wurde nach der Elektrifizierung jahrzehntelang mit tannengrünen Zügen bewältigt, die mit Ae 3/6 I- und Ae 4/7-Lokomotiven bespannt waren. Diese wurden in den späten 1980er- und den frühen 1990er-Jahren von den neuen Pendelzügen (NPZ) RBDe 4/4 abgelöst, welche aufgrund ihrer bunten Lackierung den Spitznamen «Kolibri» tragen. Bis zum Fahrplanwechsel 2020 bestand das gesamte Rollmaterial aus den Nahverkehrspendelzügen NPZ «Domino 3», die in den Hauptverkehrszeiten zu einer Sechs-Wagen-Komposition zusammengestellt wurden. Seit dem Fahrplanwechsel 2020 kommen nicht nur für die Ringlinie S4, sondern auch für die S6 nach Schwanden Flirt der Südostbahn zum Einsatz.